# مت کاروترز
مت کاروترز (انگلیسی: Matt Carruthers؛ زادهٔ ۲۲ ژوئیهٔ ۱۹۷۶) بازیکن فوتبال است.
از باشگاه‌هایی که در آن بازی کرده‌است می‌توان به باشگاه فوتبال منزفیلد تاون اشاره کرد.